# 謝爾 (馬里蘭州-西維吉尼亞州)
謝爾（英語：Schell）是位於美國馬里蘭州加勒特縣及西維吉尼亞州米納勒爾縣的一個鬼鎮。

## 地理
謝爾所處的海拔為高於海平面612米（即2008英呎），而該地所採用的時區為UTC-5，即北美东部時區（EST）。同時該地設有夏令時間，為UTC-5調快一小時，即UTC-4（EDT）。